# 8393 Tetsumasakamoto
8393 Tetsumasakamoto è un asteroide della fascia principale. Scoperto nel 1993, presenta un'orbita caratterizzata da un semiasse maggiore pari a 2,2738074 UA e da un'eccentricità di 0,1917160, inclinata di 6,00815° rispetto all'eclittica.